# 조지 C. 스콧
조지 캠벨 스콧(영어: George Campbell Scott, 1927년 10월 18일 ~ 1999년 9월 22일)은 미국의 배우이다.

## 출연 작품
- 패튼 대전차 군단
- 글로리아